# جيمس ك. كيلي
جيمس ك. كيلي (بالإنجليزية: James K. Kelly)‏ هو قاضي ومحامي وسياسي أمريكي، ولد في 16 فبراير 1819 في مقاطعة سنتر في الولايات المتحدة، وتوفي في 15 سبتمبر 1903 في واشنطن العاصمة في الولايات المتحدة. حزبياً، نشط في الحزب الديمقراطي. وقد انتخب عضو مجلس ولاية أوريغون وانتخب عضو مجلس الشيوخ الأمريكي.